# Triarier

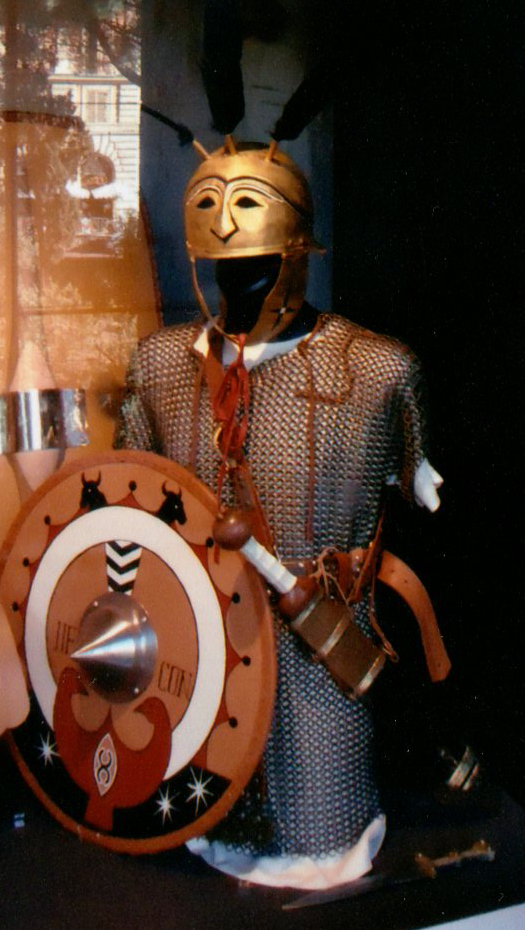
Rekonstruierte Ausrüstung eines Triariers

Triarier (lat. triarii die Dritten), mitunter auch Triarer, waren die Elite der römischen Legion. Zunächst definierte sich die Zugehörigkeit zu den Triariern nur über das Einkommen, da im Rahmen der Wehrpflicht nur Wohlhabende die nötigen Mittel hatten, sich die aufwändigen Rüstungen und Waffen zu kaufen. In der Frühzeit des römischen Reiches ähnelten die Triarier in ihrer Ausrüstung sehr den griechischen Hopliten. Zu dieser Zeit stellten sie nur etwa ein Fünftel der schweren Infanterie.
Nachdem die Einteilung nach Einkommensklassen im 2. Jahrhundert v. Chr. aufgegeben wurde, waren sie grundsätzlich wie die anderen Abteilungen der Legion mit Wurfspeeren (Pilum), „Turmschild“ (Scutum), Dolch und Kurzschwert (Gladius, später häufiger das Langschwert Spatha) bewaffnet (zeitweise auch mit der Hasta), jedoch meist in besserer Qualität und stellten nun ein Drittel der Legion. Sie besaßen aber weiterhin ein hohes Prestige als erfahrene Veteranen und verliehen der gestaffelten Aufstellung der Legion Rückhalt. Sie standen im dritten Treffen, den letzten Reihen der römischen Schlachtordnung, was ihnen ihre Bezeichnung verlieh. Oft wurden sie aber auch ehrenvoll als „Pili“ bezeichnet.
Sollten Velites, Hastati und Principes in der Schlacht versagen, kamen die Triarier zum Zug. Die römische Redewendung res ad triarios rediit („jetzt sind die Triarier an der Reihe“; „jetzt müssen die Triarier kämpfen“, wörtlich: „die Sache ist bis zu den Triariern zurückgegangen“) bedeutet, dass es zum Äußersten gekommen ist und die letzten Reserven mobilisiert werden müssen.